# Дельта Селенги

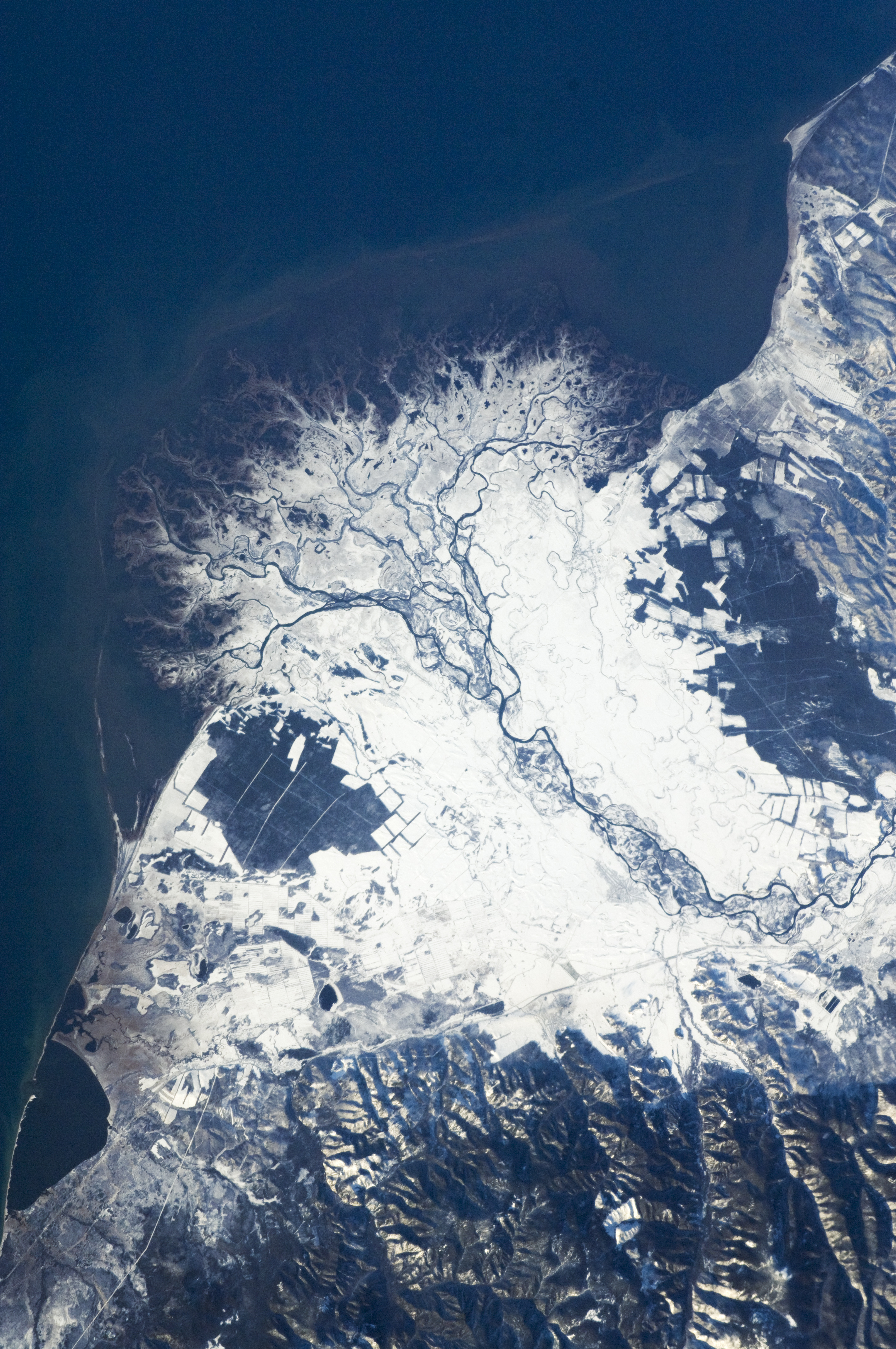
Засніжена дельта Селенги. Вид з космосу.

Дельта Селенги — заболочена низовина, утворена в результаті наносної діяльності річки Селенги, при впадінні її в озеро Байкал, на території Республіки Бурятія (Росія). Це практично єдина велика прісноводна дельта у світі (Ташликова, 2003) і найбільша внутрішня дельта планети. Характеризується складним гідрографічним малюнком і нерівномірним розподілом водного стоку за секторами, обумовленими, в тому числі, і причинами ерозійно-акумулятивного, абразійно-акумулятивного і сейсмічно-тектонічного характеру. Дельта річки Селенги відіграє помітну роль у підтримці чисельності кількох сотень видів птахів; є найважливішим об'єктом вивчення Російської Академії наук.

## Гідрографія
Дельта Селенги займає Усть-Селенгинську западину Байкальської рифтової зони. При висуванні у Байкал вона сформувала затоку Провал на північному сході і затоку Сор-Черкалово на південному заході. Після перекриття річки Ангари Іркутською ГЕС 1956 року її площа скоротилася більш ніж удвічі: з 1 120 км² до 520 км² — потім частково відновилася до 680 км², у тому числі у зв'язку з падінням рівня Байкалу на початку XXI століття. Приблизний вік дельти Селенги оцінюється в 500 тисяч років. Першу карту дельти річки склав П. І. Годунов 1667 року (рос. «Чертёж Земли Сибирской»).
Дельта багаторукавна і віялоподібна. Як і інші дельти, вона постійно змінює свої обриси. Станом на 2012 рік головний вузол біфуркації дельти розташовувався біля села Мале Колесово. Від відкритих вод Байкалу її відділяє група піщаних острівців, які отримали назву Довга Карга. Численні плавні та озера дельти відіграють роль своєрідного природного фільтру, що очищає воду річки від промислових стоків. Щорічно Селенга приносить сюди в середньому 3 600 000 тонн суспензій у вигляді піску, гальки і мулу. Територія дельти сейсмічно-небезпечна, оскільки розташована в межах однієї з активних ділянок Саяно-Байкальської сейсмічної зони: на цій ділянці найвірогідніші землетруси силою до 10 балів.

### Сектори дельти
Дельта ділиться на три сектори: Селенгинський, Середньоустьєвський і Лобановський (із заходу на схід). Розподіл води в дельті нерівномірний: на західну ділянку доводиться 27-35 % стоку, на середню 20-21 %, на східну 45-52 %. Як наслідок, найактивніше дельта висувається у Байкал саме на східній ділянці. Найбільші протоки: Лівобережна з рукавами Шаманка і Харауз на заході; також Колпинна з рукавами Середньоустьє, Манзар, Дологан і Лобановська на сході. Морфологія і динаміка алювіальних наносів у дельті річки є найважливішим об'єктом вивчення РАН, а також інших інститутів світового значення.

## Флора і фауна
З рослинності переважають комиш, очерет та інші водні та навколоводні рослини. Дельта представляє величезний інтерес для орнітологів, так як тут гніздиться і/або зупиняється велика кількість водоплавних птахів (298 видів), переважно перелітних, оскільки морозний період тут триває з листопада по квітень.

## Охоронні заходи
1994 року Уряд Росії ухвалив включити дельту Селенги в список унікальних природних об'єктів. Нині її територія входить до Центральної охоронної зони Байкалу, а також до Списку Світової спадщини ЮНЕСКО. У дельті розташований заснований 1973 року Кабанський заказник (з 1985 року під юрисдикцією Байкальського заповідника).